# 光皮银白杨
光皮银白杨（学名：Populus alba var. bachofenii）为杨柳科杨属下的一个变种。

## 扩展阅读
- 維基物種上的相關：光皮银白杨